# Esenbeckia almawillia
Esenbeckia almawillia är en vinruteväxtart som beskrevs av R.C. Kaastra. Esenbeckia almawillia ingår i släktet Esenbeckia och familjen vinruteväxter. Inga underarter finns listade i Catalogue of Life.